# Élections au Parlement de La Rioja de 2007
Les élections au Parlement de La Rioja de 2007 (en espagnol : Elecciones al Parlamento de La Rioja de 2007) se sont tenues le dimanche 27 mai 2007 afin d'élire les trente-trois députés de la septième législature du Parlement de La Rioja.
La victoire revient au Parti populaire de La Rioja (PPLR), qui obtient une nouvelle fois la majorité absolue des voix et des sièges.

## Contexte
Lors des précédentes élections du 23 mai 2003, la scène politique de La Rioja confirme son organisation générale tout en présentant d'importantes évolutions.
Le Parti populaire de La Rioja, stagnant au-dessus des 80 000 suffrages, est victime de la forte hausse de la participation. Dans la mesure où plus de 170 000 électeurs – un record – se sont rendus aux urnes, le PPLR se contente d'une majorité relative en voix, avec 49,5 %, mais garde de justesse sa majorité parlementaire avec 17 députés. C'est le Parti socialiste ouvrier espagnol de La Rioja (PSOE-LR), emmené par son jeune et nouveau secrétaire général Francisco Martínez-Aldama, qui engrange un vrai succès, puisqu'il progresse de 11 400 voix par rapport à 1999, monte à 38,9 % et prend un siège aux conservateurs. Quant au Parti riojain, il réalise un score de 6,9 %, ce qui lui permet de garder ses éternels 2 élus.
Les élections municipales, qui se déroulent le même jour, confirment ce renforcement de l'opposition. Les conservateurs sont évidemment en tête, avec un total de 46 %, mais les socialistes suivent à 38,2 %, les régionalistes finissant là encore troisièmes avec 7,3 %. À Logroño, où sont concentrés plus de 45 % des électeurs, le PP est mis sérieusement en difficulté puisqu'il vire en tête avec un score de 46,2 %, ce qui lui donne 14 des 27 conseillers municipaux à élire dans la capitale régionale. Le PSOE, avec 38,2 %, recueillent 11 élus, alors que le PR récolte 7 % des suffrages exprimés et obtient les 2 élus restants.
Aux élections législatives du 14 mars 2004, la situation se répète. Bien qu'il soit en tête, le Parti populaire se contente de 49,9 % et 2 députés sur 4 au Congrès des députés, soit 1 de moins qu'en 2000. Il revient au Parti socialiste ouvrier espagnol, qui remporte 44 % des voix, dans un contexte de participation tournant autour de 80 % des inscrits.

## Mode de scrutin
La Parlement de La Rioja se compose de 33 députés, élus pour un mandat de quatre ans au suffrage universel direct, suivant le scrutin proportionnel à la plus forte moyenne d'Hondt.
La Rioja constitue une circonscription unique. Seules les forces politiques – partis, coalitions, indépendants – ayant remporté au moins 5 % des suffrages exprimés au niveau du territoire régional participent à la répartition des sièges.

## Campagne

### Partis et chefs de file
| Force politique | Force politique                                                                             | Chef de file               | Idéologie                                                      | Score en 2003              |
| --------------- | ------------------------------------------------------------------------------------------- | -------------------------- | -------------------------------------------------------------- | -------------------------- |
|                 | Parti populaire de La Rioja Partido Popular de La Rioja                                     | Pedro Sanz Président       | Centre droit Conservatisme, libéralisme, démocratie chrétienne | 49,5 % des voix 17 députés |
|                 | Parti socialiste ouvrier espagnol de La Rioja Partido Socialista Obrero Español de La Rioja | Francisco Martínez-Aldama  | Centre gauche Social-démocratie, progressisme                  | 38,9 % des voix 14 députés |
|                 | Parti riojain Partido Riojano                                                               | Miguel González de Legarra | Centre Régionalisme                                            | 6,9 % des voix 2 députés   |

## Résultats

### Voix et sièges
|                          |                                          |         |       |      |        |               |  |  |  |  |  |  |  |  |
| Parti                    | Parti                                    | Voix    | %     | +/-  | Sièges | +/-           |  |  |  |  |  |  |  |  |
|                          | Parti populaire (PP)                     | 84 382  | 48,81 | 0,21 | 17     | en stagnation |  |  |  |  |  |  |  |  |
|                          | Parti socialiste ouvrier espagnol (PSOE) | 69 858  | 40,41 | 2,23 | 14     | en stagnation |  |  |  |  |  |  |  |  |
|                          | Parti riojain (PR)                       | 10 369  | 6,00  | 0,81 | 2      | en stagnation |  |  |  |  |  |  |  |  |
|                          | Gauche unie-Les Verts (IU-LV)            | 5 292   | 3,06  | 1,30 | 0      | en stagnation |  |  |  |  |  |  |  |  |
|                          | Vote blanc                               | 2 977   | 1,72  | 0,18 |        |               |  |  |  |  |  |  |  |  |
|                          |                                          |         |       |      |        |               |  |  |  |  |  |  |  |  |
| Suffrages exprimés       | Suffrages exprimés                       | 172 878 | 99,21 |      |        |               |  |  |  |  |  |  |  |  |
| Votes nuls               | Votes nuls                               | 1 379   | 0,79  |      |        |               |  |  |  |  |  |  |  |  |
| Total                    | Total                                    | 174 257 | 100   | -    | 33     | en stagnation |  |  |  |  |  |  |  |  |
| Abstention               | Abstention                               | 63 496  | 26,71 |      |        |               |  |  |  |  |  |  |  |  |
| Inscrits / participation | Inscrits / participation                 | 237 753 | 73,29 |      |        |               |  |  |  |  |  |  |  |  |

### Analyse
Le scrutin de 2007 se révèle être celui de la stagnation. À peine 1 200 inscrits de moins qu'en 2003 ont pris part à ce scrutin, ce qui maintient le taux de participation au-dessus de 70 % et en fait le troisième meilleur depuis les premières élections, en 1983.
Le Parti populaire de La Rioja conserve encore une fois sa majorité absolue de justesse et abandonne 200 suffrages favorables en quatre ans. Pour la seconde fois consécutive, il doit donc se contenter d'une majorité relative en voix. Bien qu'il ne parvienne pas à arracher un nouveau député au PPLR, le Parti socialiste ouvrier espagnol de La Rioja continue sa progression en recueillant 3 400 voix supplémentaires, ratant de peu la barre des 70 000 suffrages, et réalise son meilleur score historique dans cette communauté autonome. Il repasse les 40 % des exprimés, ce qu'il n'avait plus fait depuis 1991. Perdant 1 500 voix, le Parti riojain se maintient tout juste au-dessus des 6 %, ce qui lui permet de remporter – comme toujours depuis 1983 – 2 députés au Parlement.

### Conséquences
À la suite de deux jours de débat d'investiture, Pedro Sanz est investi le 27 juin président de La Rioja et entame un quatrième mandat. Il est le septième chef de gouvernement régional à avoir accompli trois mandats complets, mais seulement le deuxième du PP.